# Jaroslav Krček
Jaroslav Krček (22 avril 1939, Čtyři Dvory) est un producteur de radio, inventeur d'instruments de musique, chef d'orchestre et compositeur tchèque de musique classique et folklorique.

## Biographie
Jaroslav Krček est né à Čtyři Dvory près de České Budějovice dans la Bohême-du-Sud. Il a fait ses études à l'école de musique B. Jeremiáš à České Budějovice avant d'apprendre la composition auprès de Miloslav Kabeláč et la direction d'orchestre avec Bohumír Liška, les deux au Conservatoire de Prague.
Krček a été le directeur musical de la Radio de Plzeň et l'éditeur de musique pour la compagnie de disques Supraphon. Il est le directeur artistique et le musicien dans le groupe folklorique Chorea Bohemica (fondé en 1967), pour lequel il a composé et adapté un certain nombre de chants et de danses. Musica Bohemica, un ensemble de chambre spécialisé dans les chants de Noël tchèques (Bohémiens), a été créé en 1975 par Krček, prenant la suite de Chorea Bohemica. Une grande partie de la musique de Krček est inspirée par l'ancienne musique tchèque, les chansons du Moyen Âge et de la Renaissance, les livres d'hymnes du XVIe siècle et la musique baroque. Il s'intéresse aussi à la musique folklorique des 18e et 19e siècles. Krček a arrangé plusieurs centaines d'airs folkloriques et de danses populaires. Il a fait un travail systématique pour diffuser le folklore et les œuvres musicales anonymes. Krček a enregistré plus de cinquante albums de ses propres compositions et de chansons folkloriques.

## Œuvres

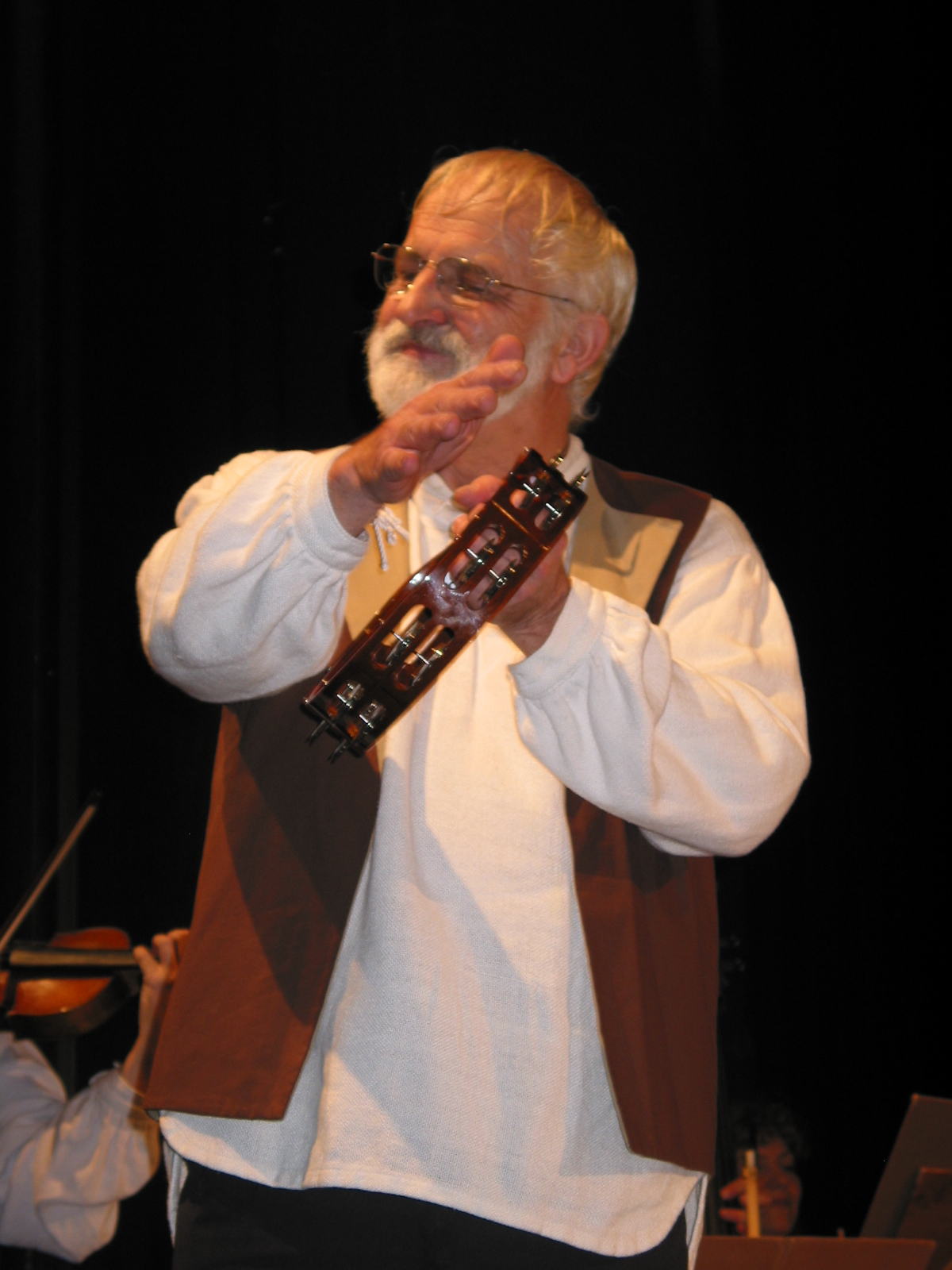
Le compositeur Jaroslav Krček

- Vocal and chamber compositions: Variations pour orchestre, 1967
- Musique concrète: Sonaty Slavičkove (Nightingale Sonatas), 1971
- Opéra : Nevěstka Raab op. 36, 1971 ; Bread out of Stones [date]
- Ballet : Romance o Ječmínkovi, op. 127 (2004)
- Messe (Vánoční mše), op. 93 (1990),
- Messe tchèque (Česká mše), op. 97 (1991),
- Messe no 3 Vánoční, op. 100 (1993),
- Messe no 4 Lomnická, op. 105 (1996),
- Messe no 5 Legenda vánoční, op. 112 (1997),
- Messe no 6 Lidová mše vánoční, op. 124 (2001),
- Messe no 7 Zpěvy vánoční, op. 135 (2008).
- Symphonie no 1 op. 40, 1975
- Symphonie no 2 op. 76 pour chœur & orchestre de chambre, 1983. version musique de chambre, 1985
- Symphonie no 3 Jan Ámos, op. 95 (1990)
- Symphonie no 4 Desidearata, op. 123 (2000), créée lors des Prague Premieres 2005
- Symphonie no 5 Renesanční (Renaissance), op. 133 (2007)
- Symphonie no 6 Semplice - op. 140 (2011)
- Dialogues With Time, un concert pour 2 voix et bande magnétique, 1979
- Chamber Suita Semplice, (1979)
- Concerto pour violon et orchestre, (1980)
- Concerto pour hautbois, harpe et orchestre de chambre, (1981)
- Suite orchestrale: Ad Radices, (1982)
- Testamenti -  Suite Vocale et Instrumentale, 1984
- Three Love Songs, 1986
- Quatre Miniatures de la Renaissance commandées par le Trio Spektrum
- Musica per Musica Bohemica, pour ensemble de chambre, 1990

### Raab
Raab ou Nevěstka Raab (la prostituée Rahab) est l'une des compositions les plus célèbres de Krček. Elle a été créée au Studio de musique électronique de Prague en 1970-1971. Elle est souvent décrite comme un opéra électronique ou un oratorio électroacoustique. L'œuvre a été interdite par le régime communiste en 1972, et elle n'a jamais été mise en scène en Tchécoslovaquie jusqu'à la Révolution de velours de 1989. La musique de Raab a été composée à la même période que de nombreux drames musicaux contemporains d'avant-garde tels que Nuits de Iannis Xenakis (1968) et Requiem für einen jungen Dichter (Requiem pour un jeune poète) de Bernd Alois Zimmermann (1969).
L'histoire de Raab (Rahab en français, Rachav en hébreu) est basée sur le récit de la chute de Jéricho tel que le rapporte le livre de Josué. Le roi juif avait l'intention de conquérir la ville: Josué, fils de Nun, envoya deux espions et leur a demandé: « Découvrez ce que vous pouvez sur le pays, et en particulier Jéricho ». Ils se sont arrêtés dans la maison d'une prostituée nommée Rahab et y ont passé la nuit [Josué 2: 1]. Rahab aide les deux espions et les cache des gardes du roi de Jéricho, aidant ainsi les Israélites à conquérir Jéricho. Le livret est de Zdeněk Barborka qui utilise un langage inventé se rapprochant de l'araméen, la langue vernaculaire des Juifs pendant la majeure partie de l'ère biblique. L'opéra s'ouvre sur une récitatif d'introduction en tchèque, suivi par l'un des nombreux longs crescendos instrumentaux s'appuyant sur des appels de trompettes et des bruits de cymbales et atteignant un point culminant avant un long diminuendo: il s'agit d'une allusion aux trompettes utilisées par Josué au cours des sept jours du siège de Jéricho. L'opéra repose essentiellement sur la voix avec des interventions électroacoustiques occasionnelles sous la forme d'instruments acoustiques comme alto, tam-tam ou grand orchestre, dont le son est transformé par un traitement en studio et par le montage. Les passages vocaux prennent des formes diverses, allant du chant au sprechgesang, de la plainte à l'exaltation, de la manière emphatique jusqu'aux voix étouffées. La distribution comprenait des membres de base de l'ensemble Chorea Bohemica, d'où Musica Bohemica, l'ensemble fondé par Krček en 1975, est issu.

## Musiques de film
- Škaredá dedina (1975)
- Plaché příběhy (1982).... 2. Vražedný útok,3. Modrá chryzantéma
- Poslední propadne peklu (1982)
- Všichni mají talent (1984)
- Moře začíná za vsí (1987)
- Tichý společník (1988)

## Sources
- (en) Cet article est partiellement ou en totalité issu de l’article de Wikipédia en anglais intitulé « Jaroslav Krček » (voir la liste des auteurs).